# Llum estroboscòpica

Llum estroboscòpica típica a càmera lenta.

Un llum estroboscòpic és un dispositiu utilitzat per produir flaixos regulars de llum. És un dels nombrosos dispositius que es poden utilitzar com a estroboscopi. La paraula prové del grec strobos (grec: στρόβος), que significa "acte de girar".
Una llum estroboscòpica comercial té una energia de flaix de 10 a 150 Joule, i temps de descàrrega tan curts que arriben a pocs mil·lisegons i que sovint resulten en una potència de flaix de diversos Kilowatt. Les llums estroboscòpiques més grans es poden utilitzar en mode "continu", produint una il·luminació extremadament intensa.
La font de llum és habitualment una làmpada de xenó, o flashtube, que té un espectre complex i una temperatura de color d'uns 5.600 kelvins. Per obtenir llum de colors, es poden utilitzar gels de colors.

## Explicació científica dels tubs flash (flashtubes)
Els llums estroboscòpics solen utilitzar tubs de flaix (habitualment emprats en el sector de la fotografia), o flashtubes, amb energia subministrada des d'un condensador, un dispositiu d'emmagatzematge d'energia semblant a una bateria però capaç de carregar i alliberar energia molt més ràpid. En un estroboscopi basat en un condensador, aquest es carrega fins a arribar a uns 300 V. Una vegada carregat el condensador, per activar el flaix, es desvia una petita quantitat d'energia a un transformador de disparador, un petit transformador amb un alta capacitat de rotació. Això genera un voltatge dèbil però d'alta tensió, necessari per ionitzar el gas xenó en un tubflash. A l'interior del tub es crea un arc que actua com a camí pel qual el condensador es pot descarregar, permetent que el condensador alliberi ràpidament la seva energia a l'arc. L'energia del condensador escalfa ràpidament el gas xenó, creant una descàrrega de plasma extremadament brillant, que es veu com un flaix.
Un estroboscopi sense dispositiu d'emmagatzematge de condensadors simplement descarrega les tensions de la xarxa a través del tub un cop s'ha disparat. Aquest tipus de flash no requereix temps de càrrega i permet velocitats de flaix molt més ràpides, però redueix dràsticament la resistència del tub si està alimentat durant períodes significatius. Aquests flashs requereixen d'una forma de limitació de corrent, sense el qual el tub intentaria extreure tot el corrent elèctric, potencialment provocant la disfunció del dispositiu.
Els flaixos estroboscòpics individuals normalment només duren uns 200 microsegons, però es poden mantenir durant períodes més o menys llargs depenent de l'ús previst de l'estroboscopi. Alguns flash fins i tot ofereixen un mode de funcionament continu en el qual l'arc es manté, proporcionant una llum d'intensitat extremadament alta, però normalment només durant petites quantitats de temps per evitar el sobreescalfament i la ruptura eventual del tubflash.

## Aplicacions

### Efecte estroboscòpic

Reproducció de com els llums estroboscòpics permeten alterar el moviment d'objectes rotatius

Els llums estroboscòpics calibrats especials, capaços de parpellejar fins a centenars de vegades per segon, s'utilitzen a la indústria per "aturar" l'aparició de moviment de maquinària giratòria i d'altres operacions repetitives i per mesurar, o ajustar, les velocitats de rotació o els temps de cicle. Com que aquesta aturada només és aparent, un punt marcat del cos giratori semblarà moure's cap enrere o cap endavant, o no moure's, depenent de la freqüència del flaix estroboscòpic. Si el flaix es produeix igual al període de rotació (o un múltiple parell, és a dir, 2*π*n/ω, on n és un nombre enter i ω la freqüència angular), el punt marcat semblarà que no es mou. Qualsevol configuració de flaix diferent farà que la marca sembli avançar o retrocedir, p.e. un lleuger augment de la freqüència del flaix farà que el punt sembli moure cap enrere.
Un ús comú d'un flaix estroboscòpic és optimitzar l'eficiència d'un motor en un període de rotació determinat dirigint la llum estroboscòpica cap a una marca del volant de l'eix principal. La llum estroboscòpica per a aquesta sincronització d'encesa s'anomena llum de sincronització. També s'ha utilitzat la il·luminació estroboscòpica per veure els moviments de les cordes vocals a càmera lenta durant la parla, un procediment conegut com a video-estroboscòpia.

### Altres
Les llums estroboscòpiques s'utilitzen en aplicacions científiques i industrials, i sovint s'utilitzen per a la il·luminació anticolisió d'avions: tant en els mateixos avions com també en edificacions altes, com ara torres de televisió i ràdio. Altres aplicacions són en sistemes d'alarma, il·luminació de vehicles d'emergència, al teatre (sobretot per simular llamps)... Encara s'utilitzen en l'aplicació de la llei i en altres vehicles d'emergència, tot i que lentament s'estan substituint per la tecnologia LED, que ja havia substituït en gran manera la il·luminació halògena. Els submarinistes fan servir llums estroboscòpics com a dispositiu de senyalització d'emergència.
Les llums estroboscòpiques s'utilitzen sovint per donar una il·lusió de càmera lenta als clubs nocturns i estan disponibles per a ús domèstic per a efectes especials o entreteniment.

## Història
L'origen de la il·luminació estroboscòpica data de 1931, quan Harold Eugene Edgerton va emprar una làmpada intermitent per fer un estroboscopi millorat per a l'estudi d'objectes en moviment, que finalment va donar lloc a la fotografia d'objectes d'alta velocitat, com bales.
| « | EG&G (ara una divisió de la corporació URS) va ser fundada per Harold E. Edgerton, Kenneth J. Germeshausen i Herbert E. Grier al 1947. Al 1931, Edgerton i Germeshausen havien format una associació per estudiar les tècniques fotogràfiques i estroboscòpiques d'alta velocitat i les seves aplicacions. Grier es va incorporar a ells al 1934 i, finalment, es va incorporar EG&G al 1847. Durant la Segona Guerra Mundial, el Projecte Manhattan va fer ús dels descobriments d'Edgerton per fotografiar explosions atòmiques; va ser una evolució natural que la companyia recolzés la Comissió d'Energia Atòmica en la seva investigació i desenvolupament d'armes després de la guerra. Aquest treball per a la Comissió va proporcionar la base històrica a la base tecnològica actual de l'empresa. | » |

La llum estroboscòpica es va popularitzar a l'escena dels clubs i discoteques durant la dècada de 1960 quan es va utilitzar per reproduir i millorar els efectes del LSD. Ken Kesey va utilitzar la il·luminació estroboscòpica en coordinació amb la música de Grateful Dead durant els seus experiments amb àcid. A principis de 1966, l'enginyer de llums d'Andy Warhol, Danny Williams, va ser pioner en l'ús de múltiples estroboscopis, diapositives i projeccions de pel·lícules simultàniament durant els espectacles de Exploding Plastic Inevitable de 1966, i a petició de Bill Graham, Williams va construir un millor espectacle de llum estroboscòpica que s'utilitzà a Fillmore West.

## Color Fechner
El parpelleig ràpid d'una llum estroboscòpica pot donar la il·lusió que la llum blanca està tenyida de color, conegut com a efecte de color Fechner. Dins de certs rangs, el color aparent es pot controlar per la freqüència del flaix. Les freqüències efectives dels estímuls van des de 3 Hz cap amunt, amb freqüències òptimes d'uns 4-6 Hz. Els colors són una il·lusió generada a la ment de l'observador i no un color real. El Benham's top demostra l'efecte.

## Llums estroboscòpics i epilèpsia
De vegades, la il·luminació estroboscòpica pot provocar convulsions amb epilèpsia fotosensible. Un esdeveniment mundialment conegut va tenir lloc l'any 1997, al Japó, quan un episodi de l'anime Pokémon, presentava una escena que representava una gran explosió amb llums vermelles i blaves intermitents extremadament brillants amb un efecte estroboscòpic a uns 12 Hertz, provocant que més de 700 infants es veiessin afectats per les llums. Encara que el 95% dels nens no van tenir cap reacció greu, alguns van ser hospitalitzats.
La majoria de llums estroboscòpiques que es venen al públic estan limitades de fàbrica a uns 10-12 Hz (10-12 flaixos per segon) als seus oscil·ladors interns. Els estudis han demostrat que la majoria de les persones susceptibles als efectes estroboscòpics poden tenir símptomes, rarament, a 15 Hz-70 Hz. Altres estudis han demostrat símptomes epilèptics a una velocitat de 15 Hz amb més de 90 segons exposat a una llum estroboscòpica. Moltes alarmes d'incendi a escoles, hospitals, estadis, etc. fan servir estroboscòpics a una velocitat d'1 Hz.